# Sancho I av León
Sancho I av León "den Fete" (el Craso) (född 935; död 966) var son till kung Ramiro II av León och kung av León (956–958 och 960–966).
Han efterträdde sin halvbror Ordoño III av León och besteg tronen 956 och regerade fram till sin död, med undantag för ett tvåårigt avbrott från 958 till 960, då Ordoño IV av León  (”den Onde”) avsatte honom från makten .
Två år efter sin kröning avsattes han av adelsmän under ledning av greven av Kastilien Fernán González och flydde till Pamplona. I exil med sin mormor Toda av Navarra kunde Sancho få stöd av kalifen Abd ar-Rahman III av Córdoba. Med hjälp av Navarra och araberna erövrade han Zamora 959 och återtog snart sin tron. Ordoño IV var tvungen att fly och Fernán González tillfångatogs.
Stödet från kalifen avbröts dock och en allians bildades mellan Sancho och Navarra mot honom, vilket slutade i militärt misslyckande. De sista åren av Sanchos styre kännetecknades av den ökande arrogansen hos kastilianska och galiciska adelsfamiljer.
Sancho I förgiftades 966, och hans son Ramiro III av León följde honom till tronen.